# Strandlokor
Strandlokor (Ligusticum) är ett släkte i familjen flockblommiga växter. Det beskrevs av Carl von Linné 1753.

## Arter
Enligt Plants of the World Online omfattar släktet 37 arter i Europa, Asien och Nordamerika:
- Ligusticum afghanicum Rech.f.
- Ligusticum apiifolium (Nutt.) A.Gray
- Ligusticum calderi Mathias & Constance
- Ligusticum californicum J.M.Coult. & Rose
- Ligusticum canadense (L.) Britton
- Ligusticum canbyi J.M.Coult. & Rose
- Ligusticum elegans H.Wolff
- Ligusticum falcarioides H.Wolff
- Ligusticum ferulaceum All.
- Ligusticum filicinum S.Watson
- Ligusticum glaucifolium H.Wolff
- Ligusticum gongshanense F.T.Pu, R.Li & H.Li
- Ligusticum grayi J.M.Coult. & Rose
- Ligusticum gyirongense R.H.Shan & H.T.Chang
- Ligusticum irramosum Rech.f. & Riedl
- Ligusticum kiangsiense H.Wolff
- Ligusticum kingdon-wardii H.Wolff
- Ligusticum kulingense H.Wolff
- Ligusticum littledalei Fedde ex H.Wolff
- Ligusticum lucidum Mill.
- Ligusticum madrense Rose
- Ligusticum mairei M.Hiroe
- Ligusticum marginatum C.B.Clarke
- Ligusticum moniliforme Z.X.Peng & B.Y.Zhang
- Ligusticum mucronatum (Schrenk) Wittr. & Juel
- Ligusticum nematophyllum (Pimenov & Kljuykov) F.T.Pu & M.F.Watson
- Ligusticum nullivittatum (K.T.Fu) F.T.Pu & M.F.Watson
- Ligusticum olympicum Novák
- Ligusticum porteri J.M.Coult. & Rose
- Ligusticum rockii M.Hiroe
- Ligusticum scothicum L.
- Ligusticum thomsonii C.B.Clarke
- Ligusticum tibetanicum H.Wolff
- Ligusticum verticillatum (Geyer ex Hook.) J.M.Coult. & Rose
- Ligusticum wawrae H.Wolff
- Ligusticum yunnanense F.T.Pu
- Ligusticum yushuense J.T.Pan